# Різжак дубовий
Різжа́к дубовий (Campylorhynchus gularis) — вид горобцеподібних птахів родини воловоочкових (Troglodytidae). Ендемік Мексики.

## Опис

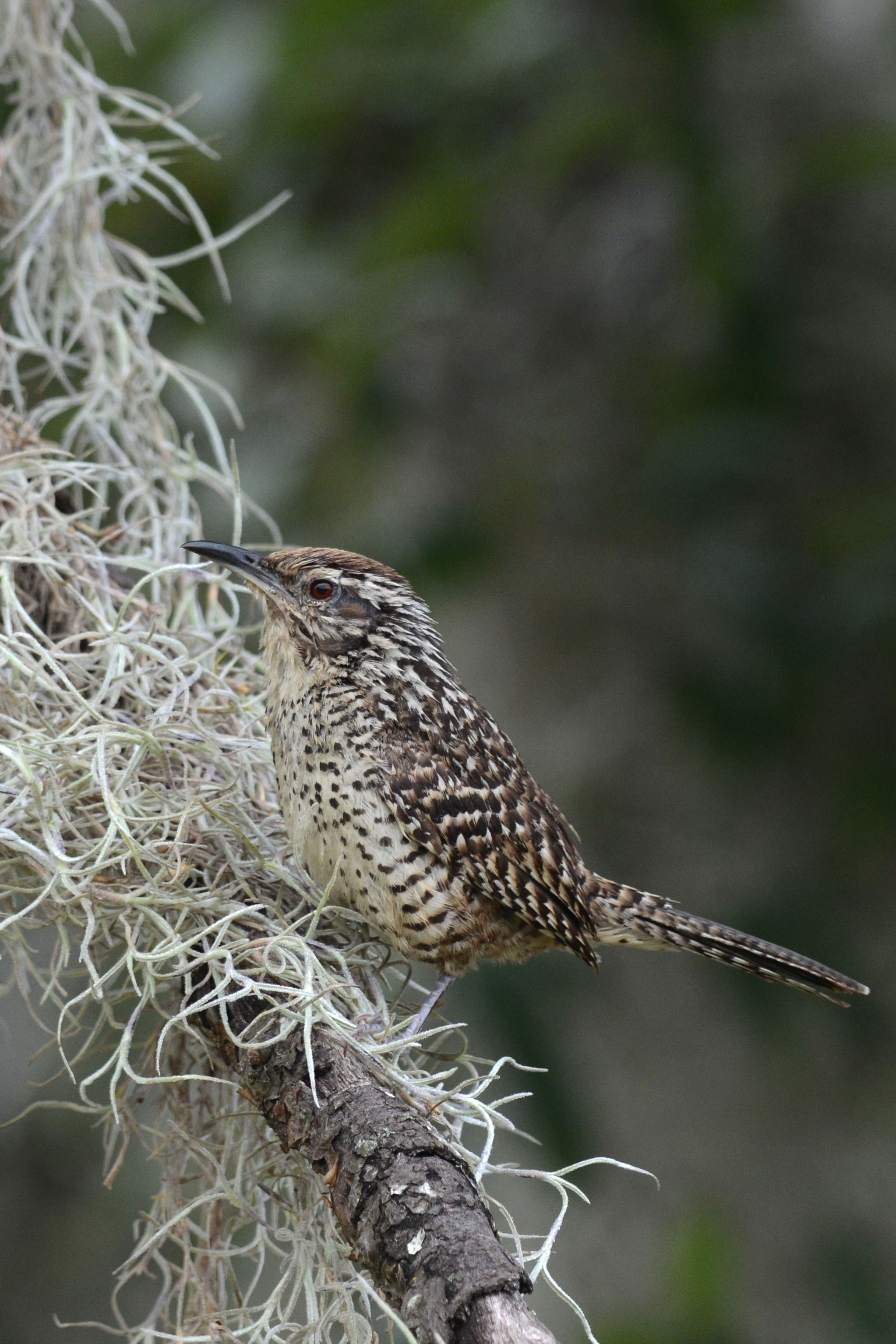
Дубовий різжак

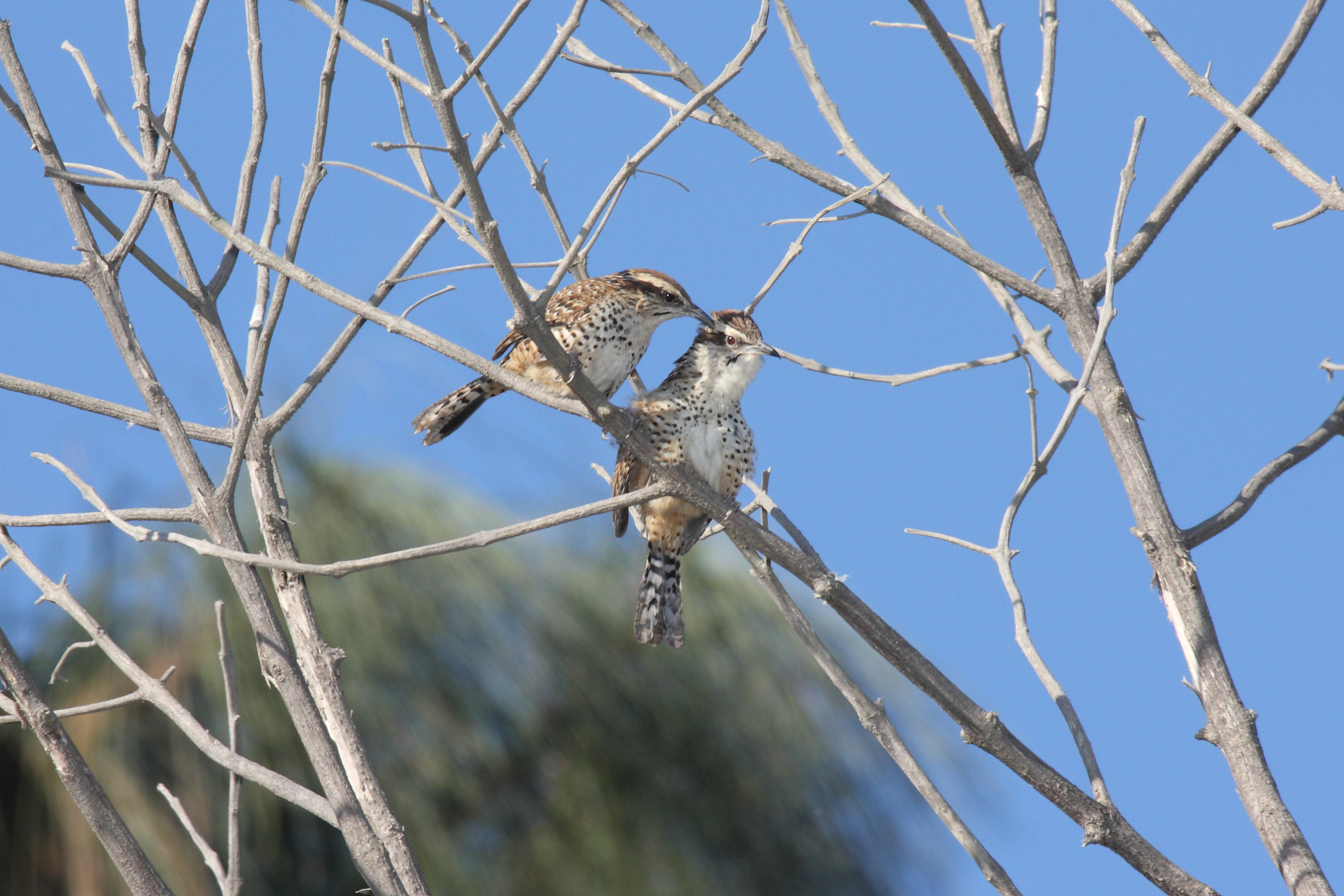
Дубові різжаки

Довжина птаха становить 17 см, вага 28,3-31 г. Тім'я каштанове, плечі і спина рудувато-коричневі, поцятковані тьмяно-чорними і охристими плямами. Крила поцятковані темно-коричневими, рудувато-коричневими і сірувато-коричневими смугами. Хвіст сірувато-коричневий, поцяткований більш темними смугами. Над очима білі "брови", через очі ідуть коричневі смуги, щоки охристо-білі, підборіддя, горло і груди білі, під дзьобом чорнуваті "вуса", груди поцятковані чорнуватими плямами. Живіт і боки охристі, поцяткован більш темними смугами. Очі червонувато-карі, дзьоб зверху чорнуватий, знизу сизувато-сірий, біля основи жовтуватий, лапи сірі. Виду не притаманний статевий диморфізм. У молодих птахів тім'я чорнувате, плями на верхній частині тіла більш тьмяні, а груди блідо-охристі, плями на ній відсутні.

## Поширення і екологія
Дубові різжаки мешкають в горах Західної Сьєрра-Мадре і Трансмексиканського вулканічного поясу, від південно-східної Сонори до західного Морелоса, а також в горах Східної Сьєрра-Мадре, від південного Нуво-Леона, південно-західного Тамауліпаса і центрального Сан-Луїс-Потосі на південь до Ідальго. Вони живуть в сухих дубових і сосново-дубових рідколіссях, в чагарникових і кактусових заростях та в пальмових заростях на кам'янистих схилах. Зустрічаються невеликими зграйками, переважно на висоті від 800 до 2500 м над рівнем моря, в штаті Коліма на висоті до 3000 м над рівнем моря.
Дубові різжаки живляться переважно безхребетними, іноді також дрібними ящірками. Шукають їжу переважно на землі, а також на деревах, в тріщинах кори і серед епіфітів, на висоті до 15 м над землею, і серед скель. Гніздо куполоподібне з бічним входом, В кладці 2-4 яйця.